# Nicolaas Jacques Vischer
Nicolaas Jacques Vischer (Den Bosch, 8 september 1881 – Amersfoort, 23 oktober 1905) was een Nederlands violist.
Hij was zoon van Johanna Henriette Kleijne en fluitist bij het vijfde regiment infanterie Maurice Vischer. Bij zijn geboorteaangifte was musicus Jacob Antoon Pusch getuige. Broer Jo Vischer was acteur en trouwde met Clara Vischer-Blaaser. Hijzelf bleef ongetrouwd.
Hij kreeg zijn muziekopleiding aan het Conservatorium van Amsterdam (woonde er ook ¾ jaar); hij studeerde in 1904 af. Hij verkoos er toen voor om vioolleraar te worden aan de muziekschool van de Maatschappij tot Bevordering der Toonkunst in Den Helder. Hij gaf in die plaats ook enkele concerten. Hij overleed echter vrij snel na zijn aanstelling. Hij overleed wonende te Utrecht in Amersfoort.